# Lerista arenicola
Espèce
Synonymes
- Lerista microtis arenicola Storr, 1971

Lerista arenicola est une espèce de sauriens de la famille des Scincidae.

## Répartition
Cette espèce est endémique d'Australie. Elle se rencontre en Australie-Occidentale et en Australie-Méridionale.

## Publication originale
- Storr, 1971 : The genus Lerista (Lacertilia: Scincidae) in Western Australia. Journal of the Royal Society of Western Australia, vol. 54, p. 59-75.